# Tolyphus punctatostriatus
Tolyphus punctatostriatus is een keversoort uit de familie glanzende bloemkevers (Phalacridae). De wetenschappelijke naam van de soort werd in 1858 gepubliceerd door Ernst Gustav Kraatz.